# カラ・ミア
『カラ・ミア』（タガログ語: Kara Mia）は、フィリピンGMAネットワークで2019年2月18日から現代まで放送されたテレビドラマ。